# Lycaugesia perpurpura
Lycaugesia perpurpura är en fjärilsart som beskrevs av Dyar 1914. Lycaugesia perpurpura ingår i släktet Lycaugesia och familjen nattflyn. Inga underarter finns listade i Catalogue of Life.